# Adam Stalony-Dobrzański

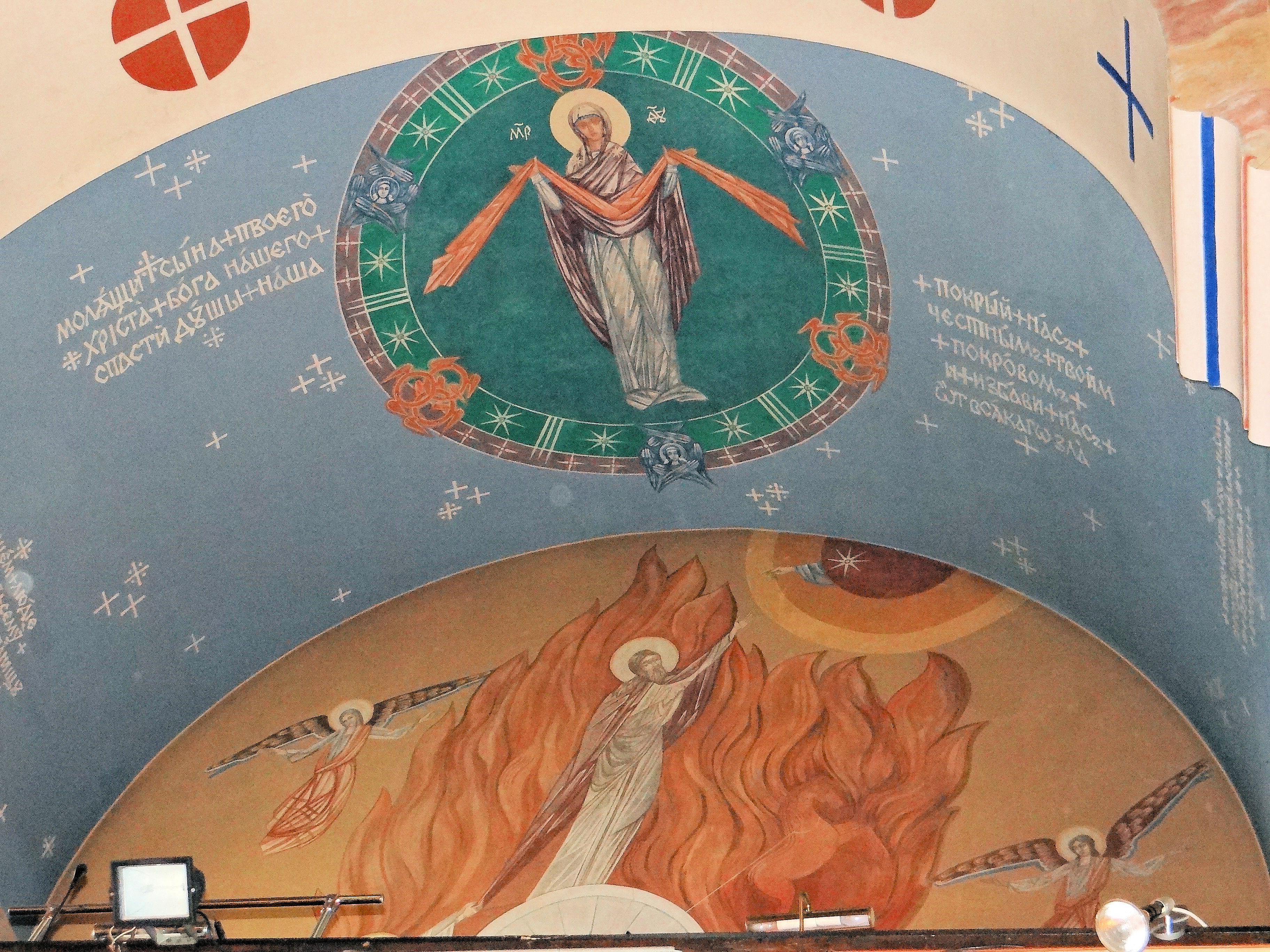
Freski Adama Stalony-Dobrzańskiego w cerkwi św. Jana Klimaka w Warszawie

Adam Stalony-Dobrzański (ur. 19 października 1904 w Menie w guberni czernihowskiej, zm. 22 marca 1985 w Krakowie) – polski malarz, grafik, konserwator dzieł sztuki, wykładowca Akademii Sztuk Pięknych w Krakowie. 

## Życiorys
Syn zesłańca Feliksa, sędziego śledczego w Czernihowie i Ukrainki Anny z domu Kowalenko.
W roku 1917 rodzina Stalony-Dobrzańskich zamieszkała w Pryłukach koło Połtawy. Tam Adam pracował fizycznie, ucząc się wieczorami rysunku u miejscowych artystów. W marcu 1923 wraz z rodziną przyjechał do Polski i zamieszkał w Miechowie, gdzie jego ojciec objął stanowisko sędziego śledczego.
W roku 1927 rozpoczął studia w Akademii Sztuk Pięknych w Krakowie u Władysława Jarockiego, Fryderyka Pautscha i Ignacego Pieńkowskiego, a także uczestniczył w wykładach Xawerego Dunikowskiego i Józefa Mehoffera. Studia ukończył w roku 1933. 
Już podczas studiów wystawiał swoje prace 1929 na Wystawie Krajowej w Poznaniu i pracował przy konserwacji polichromii kościoła w Harklowej. 
W roku 1934 pracował w zespole Józefa Mehoffera przy polichromii kościoła w Turku, potem już samodzielnie wykonał polichromie kościołów w Boleszczynie i Porębie Górnej (1935) oraz w Tucznie (1937)  i Dobromilu. W okresie II wojny światowej nadal zajmował się pracami konserwatorskimi i malarskimi dla kościołów i cerkwi. 
Po wojnie został wykładowcą na  Wydziale Architektury Akademii Górniczo-Hutniczej w Krakowie, potem od 1947 r. kierował zakładem liternictwa w Państwowej Wyższej Szkole Sztuk Plastycznych w Krakowie, a po połączeniu tej szkoły z  Akademią Sztuk Pięknych w 1950 r. prowadził jako docent katedrę liternictwa Akademii Sztuk Plastycznych. Ze względu na swą bogatą twórczość z zakresu sztuki sakralnej nigdy nie otrzymał formalnego tytułu profesora. Przeszedł na emeryturę w roku 1979.
Od roku 1945 zajął się projektowaniem witraży dla kościołów, cerkwi i zborów ewangelickich przy współpracy z krakowską firmą Żeleńskich. Wykonał też wiele polichromii i mozaik w kościołach i cerkwiach. 
Zajmował się też grafiką książkową i projektami szat liturgicznych. Przetworzył na wersję kolorową rysunkowy Poczet królów i książąt polskich Jana Matejki, wydany po raz pierwszy w 1961 r.